# 超S級エンタメ情報 マシマシTV
『超S級エンタメ情報 マシマシTV』（ちょうエスきゅうエンタメじょうほう マシマシティーブィー）は、日本テレビ系列で2021年8月7日から8月28日まで土曜0:30 - 0:59に放送された情報バラエティ番組。
また2021年9月20日には、月曜プラチナイト枠で全国放送された。

## 出演者
- 後藤輝基（フットボールアワー）

## スタッフ
●=2021年9月20日放送のみ携わった者
- 総合演出：八重沢亮
- 構成：山形遼介、澤井直人
- TM：望月達史
- SW：村松明
- CCAM：津野祐一
- POVCAM：宮崎要裕
- VE：天内理絵
- MIX：山口直樹
- 照明：木村弥史
- 美術：上條宏美、熊崎真知子
- TK：田中彩（●）
- 音効：久坂惠紹
- 編集：橋本治、松元優介
- MA：大塚淳未
- CG：津島美樹
- 技術：NiTRO
- 美術：日テレアート
- 協力：スタジオヴェルト、DEEP TOKYO
- リサーチ：高木美嘉
- 調査協力(●)：エム・データ（●）
- デスク：鈴木真亜子
- AP(●)：林貴恵（●）
- 制作進行：皆川由香
- アシスタントディレクター：伊藤杏朱、佐藤薫、濱田陸人、及部弘右平（佐藤・濱田・及部→●）
- ディレクター：吉岡大介、林口広平、池田久仁（吉岡・林口→●）
- 演出：相澤衆
- プロデューサー：佐野正法、清水真美子、今井康則、山田大樹、宮澤清夫、所俊輔（今井→●）
- チーフプロデューサー：三浦俊明
- 制作協力：AX-ON
- 製作著作：日本テレビ

### 過去のスタッフ
- TK：坂本幸子
- アシスタントディレクター：梶夏希、勢旗沙彩、垣内佑太、橋本杏樹
- ディレクター：後藤一輝、佐藤信也